# 普拉塞 (考卡省)
普拉塞是哥倫比亞的城鎮，位於該國西南部，由考卡省負責管轄，距離首府波帕揚30公里，始建於1840年，面積707平方公里，海拔高度2,850米，2005年人口14,923。
2°15′N 76°25′W / 2.250°N 76.417°W